# Lijst van voetbalinterlands China - Vietnam
Deze lijst van voetbalinterlands is een overzicht van alle officiële voetbalwedstrijden tussen de nationale teams van China en (Noord-)Vietnam. De buurlanden speelden tot op heden vijftien keer tegen elkaar, te beginnen met een vriendschappelijke wedstrijd op 4 oktober 1959 in Beijing. Het laatste duel, eveneens een vriendschappelijke wedstrijd, vond plaats in Dalian op 10 oktober 2023.

## Wedstrijden
| №  | Plaats          | Datum            | Competitie                 | Wedstrijd             | Uitslag |
| -- | --------------- | ---------------- | -------------------------- | --------------------- | ------- |
| 1  | Beijing         | 4 oktober 1956   | Vriendschappelijk          | China − Noord-Vietnam | 5 − 3   |
| 2  | Pyongyang       | 28 oktober 1959  | Vriendschappelijk          | China − Noord-Vietnam | 2 − 0   |
| 3  | Hanoi           | 11 oktober 1960  | Vriendschappelijk          | Noord-Vietnam − China | 3 − 4   |
| 4  | Jakarta         | 25 april 1963    | Vriendschappelijk          | China − Noord-Vietnam | 1 − 0   |
| 5  | Pyongyang       | 9 augustus 1965  | Vriendschappelijk          | China − Noord-Vietnam | 3 − 3   |
| 6  | Phnom Penh      | 25 november 1966 | Vriendschappelijk          | China − Noord-Vietnam | 2 − 0   |
| 7  | Ho Chi Minhstad | 25 mei 1997      | WK 1998 kwalificatie       | Vietnam – China       | 1 – 3   |
| 8  | Beijing         | 22 juni 1997     | WK 1998 kwalificatie       | China – Vietnam       | 4 – 0   |
| 9  | Ho Chi Minhstad | 29 januari 2000  | Azië Cup 2000 kwalificatie | Vietnam – China       | 0 – 2   |
| 10 | Hangzhou        | 21 januari 2009  | Azië Cup 2011 kwalificatie | China – Vietnam       | 6 – 1   |
| 11 | Hanoi           | 17 januari 2010  | Azië Cup 2011 kwalificatie | Vietnam – China       | 1 – 2   |
| 12 | Wuhan           | 8 juni 2012      | Vriendschappelijk          | China – Vietnam       | 3 – 0   |
| 13 | Sharjah         | 7 oktober 2021   | WK 2022 kwalificatie       | China − Vietnam       | 3 − 2   |
| 14 | Hanoi           | 1 februari 2022  | WK 2022 kwalificatie       | Vietnam – China       | 3 – 1   |
| 15 | Dalian          | 10 oktober 2023  | Vriendschappelijk          | China − Vietnam       | 2 − 0   |

## Samenvatting
| Competitie            | Totaal gespeeld | Winst China | Gelijk | Winst Vietnam | Doelsaldo China – Vietnam |
| --------------------- | --------------- | ----------- | ------ | ------------- | ------------------------- |
| WK-kwalificatie       | 4               | 3           | 0      | 1             | 11 − 6                    |
| Azië Cup-kwalificatie | 3               | 3           | 0      | 0             | 10 − 2                    |
| Vriendschappelijk     | 8               | 7           | 1      | 0             | 22 − 9                    |
| Totaal                | 15              | 13          | 1      | 1             | 43 − 17                   |

Wedstrijden bepaald door strafschoppen worden, in lijn met de FIFA, als een gelijkspel gerekend.
CFA · A-internationals · Selecties · Bondscoaches · Statistieken · Chinees vrouwenelftal · China U21 · China U20 · China U19 · China U18 · China U17
1948 – 1969 · 
1970 – 1979 · 
1980 – 1989 · 
1990 – 1999 · 
2000 – 2009 · 
2010 – 2019 ·
2020 − 2029
Azië Cup 1976 · 
Azië Cup 1980 · 
Azië Cup 1984 · 
Azië Cup 1988 · 
Azië Cup 1992 · 
Azië Cup 1996 · 
Azië Cup 2000 · 
Azië Cup 2004 · 
Azië Cup 2007 · 
Azië Cup 2011
WK 2002
OS 1988 · 
OS 2008
1948 · 
1949–1951 · 
1952 · 
1953–1955 · 
1956 · 
1957 · 
1958 · 
1959 · 
1960 · 
1961–1962 · 
1963 · 
1964 · 
1965 · 
1966 · 
1967–1970 · 
1971 · 
1972 · 
1973 · 
1974 · 
1975 · 
1976 · 
1977 · 
1978 · 
1979 · 
1980 · 
1981 · 
1982 · 
1983 · 
1984 · 
1985 · 
1986 · 
1987 · 
1988 · 
1989 · 
1990 · 
1991 · 
1992 · 
1993 · 
1994 · 
1995 · 
1996 · 
1997 · 
1998 · 
1999 · 
2000 · 
2001 · 
2002 · 
2003 · 
2004 · 
2005 · 
2006 · 
2007 · 
2008 · 
2009 · 
2010 · 
2011 · 
2012 · 
2013 · 
2014 ·
2015 ·
2016 ·
2017 ·
2018 ·
2019 ·
2020 ·
2021
Afghanistan ·
Albanië ·
Algerije ·
Andorra ·
Argentinië ·
Australië ·
Bahrein ·
Bangladesh ·
Bhutan ·
Bosnië en Herzegovina ·
Botswana ·
Brazilië ·
Brunei ·
Cambodja ·
Canada ·
Chili ·
Colombia ·
Congo-Kinshasa ·
Costa Rica ·
Cuba ·
Duitsland ·
Egypte ·
El Salvador ·
Engeland ·
Estland ·
Fiji ·
Filipijnen ·
Finland ·
Frankrijk ·
Gambia ·
Ghana ·
Groot-Brittannië ·
Guam ·
Guinee ·
Haïti ·
Honduras ·
Hongarije ·
Hongkong ·
Ierland ·
IJsland ·
India ·
Indonesië ·
Irak ·
Iran ·
Italië ·
Jamaica ·
Japan ·
Jemen ·
Joegoslavië ·
Jordanië ·
Kazachstan ·
Kenia ·
Kirgizië ·
Koeweit ·
Kroatië ·
Laos ·
Letland ·
Libanon ·
Liechtenstein ·
Macau ·
Malediven ·
Maleisië ·
Mali ·
Marokko ·
Mexico ·
Myanmar ·
Nederland ·
Nepal ·
Nieuw-Zeeland ·
Noord-Korea ·
Noord-Macedonië ·
Noorwegen ·
Oezbekistan ·
Oman ·
Pakistan ·
Palestina ·
Papoea-Nieuw-Guinea ·
Paraguay ·
Peru ·
Polen ·
Portugal ·
Qatar ·
Roemenië ·
Saoedi-Arabië ·
Senegal ·
Servië ·
Servië en Montenegro ·
Sierra Leone ·
Singapore ·
Slovenië ·
Soedan ·
Somalië ·
Sovjet-Unie ·
Spanje ·
Sri Lanka ·
Syrië ·
Tadzjikistan ·
Tanzania ·
Thailand ·
Trinidad en Tobago ·
Tsjechië ·
Tunesië ·
Turkije ·
Turkmenistan ·
Uruguay ·
Venezuela ·
Verenigde Arabische Emiraten ·
Verenigde Staten ·
Vietnam ·
Wales ·
Zambia ·
Zimbabwe ·
Zuid-Korea ·
Zweden ·
Zwitserland
Brazilië (2002) · 
Costa Rica (2002)
VFF · 
A-internationals · 
Vietnamees vrouwenelftal
1991 – 1999 ·
2000 – 2009 ·
2010 – 2019 ·
2020 − 2029
Afghanistan ·
Albanië ·
Australië ·
Bahrein · 
Bangladesh · 
Bosnië en Herzegovina · 
Cambodja · 
China · 
Curaçao ·
Estland · 
Filipijnen · 
Guam · 
Guinee ·
Hongkong · 
India · 
Indonesië · 
Irak ·
Iran · 
Jamaica · 
Japan ·
Jemen · 
Jordanië ·
Kazachstan · 
Kirgizië ·
Koeweit · 
Laos · 
Libanon · 
Macau · 
Malediven · 
Maleisië · 
Mongolië · 
Mozambique ·
Myanmar · 
Nepal · 
Noord-Korea ·
Oezbekistan · 
Oman · 
Palestina ·
Qatar ·
Rusland ·
Saoedi-Arabië · 
Singapore · 
Sri Lanka · 
Syrië · 
Tadzjikistan · 
Taiwan · 
Thailand · 
Turkmenistan · 
Verenigde Arabische Emiraten · 
Zimbabwe · 
Zuid-Korea